# 815 Копелија
815 Копелија (енгл. 815 Coppelia) је астероид главног астероидног појаса. Приближан пречник астероида је 21,1 ,
а средња удаљеност астероида од Сунца износи 2,659 астрономских јединица (АЈ).
Инклинација (нагиб) орбите у односу на раван еклиптике је 13,856 степени, а орбитални период износи 1584,526 дана (4,338 године). Ексцентрицитет орбите астероида износи 0,074.
Апсолутна магнитуда астероида износи 10,7 а геометријски албедо 0,208.
Астероид је откривен 2. фебруара 1916. године.